# Einheitsaufnahme
Die Einheitsaufnahme ist nach den RAK der Hauptbestandteil der Titelaufnahme eines Bibliothekskatalogs. Sie besteht aus einem Kopf, einer bibliographischen Beschreibung und gegebenenfalls aus Nebeneintragungsvermerken und Verweisungsvermerken.
In Zeiten des Zettelkatalogs war der Kopf der Einheitsaufnahme verantwortlich für die alphabetische Einsortierung der Katalogkarte. Der Kopf kann in einer eigenen Zeile stehen sowie durch Unterstreichung oder Fettdruck hervorgehoben sein. Die bibliographische Beschreibung folgt auf den Kopf.
| Vom kleinen Maulwurf, der wissen wollte, wer ihm auf den Kopf gemacht hat / Werner Holzwarth. Ill.: Wolf Erlbruch. – Miniaturausg., 26. Aufl. – Wuppertal : Hammer, 2009. – [14] Bl. : überw. Ill. (farb.) ; 11,5 cm ISBN 123-456-789 fest geb. : 5,00 NE: Holzwarth, Werner; Erlbruch, Wolf [Ill.] |